# Шеметовский
Шеметовский — посёлок в Верхнеуральском районе Челябинской области России. Входит в состав Сурменевского сельского поселения.
Поселок основан в 1910 году как хутор в черте Карагайской станицы.

## География
Расположен в северной части района. К северу от поселка располагается Карагайский бор. Расстояние до районного центра города Верхнеуральска 44 км.

## Население
| 2002 | 2010 |
| ---- | ---- |
| 192  | ↘147 |

(в 1956 — 209, в 1959 — 191, в 1970 — 260, в 1983 — 223, в 1995 — 192)

## Улицы
- Дружбы,
- Лесная,
- Мира,
- Сельская.

## Инфраструктура
- Клуб,
- фельдшерско-акушерский пункт.